# Fuenterrobles
Fuenterrobles (en valencien et en castillan) est une commune de la province de Valence, dans la Communauté valencienne, en Espagne. Elle est située dans la comarque de Requena-Utiel et dans la zone à prédominance linguistique castillane. Sa population s'élevait à 712 habitants en 2013.

## Géographie

Localisation de Fuenterrobles
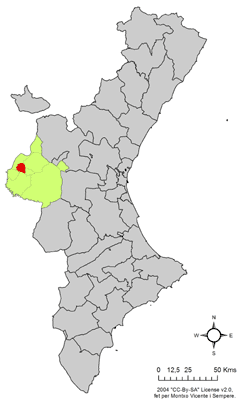
dans la Communauté valencienne.
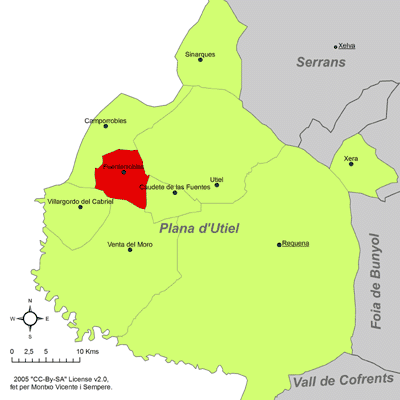
dans la comarque de Requena-Utiel.

### Localités limitrophes
Le territoire communal de Fuenterrobles est voisin de celui des communes suivantes :
Camporrobles, Caudete de las Fuentes, Utiel, Venta del Moro et Villargordo del Cabriel, toutes situées dans la province de Valence.

## Démographie
| 1990 | 1992 | 1994 | 1996 | 1998 | 2000 | 2002 | 2004 | 2005 |
| ---- | ---- | ---- | ---- | ---- | ---- | ---- | ---- | ---- |
| 798  | 739  | 731  | 711  | 719  | 728  | 706  | 737  | 752  |

### Sources
- (es) Cet article est partiellement ou en totalité issu de l’article de Wikipédia en espagnol intitulé « Fuenterrobles » (voir la liste des auteurs).